# Professionalisierung
Unter Professionalisierung im weiteren Sinne versteht man die Entwicklung einer privat oder ehrenamtlich ausgeübten Tätigkeit zu einem Beruf (entspricht der Verberuflichung). Eine solche Professionalisierung geht oft mit einer Steigerung der Effizienz einher. Im Rahmen der Professionalisierung werden häufig Qualitätsverbesserungen und Standardisierungen erreicht. Im engeren Sinne bezeichnet Professionalisierung die Entwicklung eines Berufs zu einer Profession (von lateinisch professio „Bekenntnis, Gewerbe, Beruf“). Jede berufliche Laufbahn hat dabei bestimmte Zugangsvoraussetzungen, Qualifikationen und Entwicklungsmöglichkeiten. Als Profession wird dabei ein akademischer Beruf mit hohem Prestige betrachtet, der vor allem wegen der Herausforderung, die in der Aufgabe liegt, ausgeübt wird. Weitere Merkmale einer Profession sind: ein hoher Grad an beruflicher Organisation (Standesorganisation), persönliche und sachliche Gestaltungs- und Entscheidungsfreiheit in der Tätigkeit sowie eine eigene Berufsethik. Die Profession wird abgegrenzt gegen den Job (befristete Tätigkeit, ausschließlich zum Gelderwerb) und zum Beruf, der den Lebensunterhalt auf Dauer sichern soll. Zu den Professionen gehörten zunächst nur wenige Berufe wie Arzt, Jurist, Geistlicher.
Andere Berufe wie Beratung (Counseling) oder Soziale Arbeit befinden sich auf dem Weg zur Profession (Stichwort Wissensgesellschaft, Verwissenschaftlichung). Die Tendenz der beratenden Berufe zur Professionalisierung ist jedoch nicht unumkehrbar, weil in vielen Beratungsbereichen praxiserfahrene Laien, die mit einer nicht zu starren Methodik arbeiten und gut vernetzt sind, ebenso gute Erfolge erzielen wie Professionals (z. B. Employment Counseling, Arbeitsvermittlung, Career Counseling, Health Counseling).

## Historische Entwicklung
Rudolf Stichweh beschreibt das Phänomen der Professionen durch den Wandel der Ständegesellschaft zur funktional differenzierten Gesellschaft, sowie ihrer Relevanz in ihren Professionen entwickelten sich je nach Land unterschiedlich, ein Beispiel hierfür ist der Unterschied zwischen dem angloamerikanischen und dem kontinentaleuropäischen Raum. In Amerika wurde großer Wert auf die Verwaltung der praktischen Ausbildung und Prüfung des Nachwuchses gelegt. Zudem gilt es, die Ordnungen innerhalb der Professionen zu berücksichtigen. Deutschland und Frankreich hingegen unterschieden stark innerhalb der professionellen Berufe zwischen praktischem und dem akademisch-wissenschaftlichen Wissen. Heute zeichnen sich Professionen durch eine akademisch wissenschaftliche Ausbildung aus, sind teilautonom, aber zugleich vom Staat beeinflusst. Die Professionen der Frühmoderne charakterisierten sich durch das Einbeziehen aller gesellschaftlichen Problemzüge des Menschen und nehmen daher auf die ganze Gesellschaft Bezug. Die Professionen des 20. Jahrhunderts konzentrieren sich stärker auf die Funktion gesellschaftlicher Teilbereiche, die sich mit der Veränderung ihrer personalen Umwelt beschäftigen.

## Professionsmodelle
Die klassische Professionssoziologie dominierte bis in die sechziger Jahre im anglo-amerikanischen Raum und fand insbesondere mit den Werken von Hansjürgen Daheim und Hans Albrecht Hesse ihren Weg in den deutschsprachigen Bereich. Nach Thomas Kurtz können über die Beschreibung äußerer Merkmale von Professionen hinaus (Attributemodell) fünf theoretische Positionen unterschieden werden, die dem Prozess der Professionalisierung eine andere Bedeutung zuschreiben.

### Attributemodell
1. Wissenschaftlich fundiertes Sonderwissen, spezielle Fachterminologie,
2. langandauernde, theoretisch fundierte Ausbildungsgänge auf akademischem Niveau (staatl. Lizenz),
3. berufsständische Normen (code of ethics), Eigeninteressen gesetzlich beschränkt (non-profit),
4. exklusives Handlungskompetenzmonopol,
5. Tätigkeitsbereich besteht aus gemeinnützigen Funktionen, Aufgaben von grundlegender Bedeutung,
6. Autonomie bei der Berufsausübung (Fach- und Sachautorität),
7. Selbstkontrolle durch Berufsverbände, Interessenvertretung.

Hesse führt indessen in seinem Professionskriterienkatalog Fertigkeiten auf, durch die sich Professionen auszeichnen; diese Fertigkeiten wurden auf Basis theoretischen Wissens erworben und (im Sinne des Gemeinwohls) auf die Angelegenheiten „anderer“ Personen angewendet. Weitere Merkmale von Professionen umfassen die Existenz eines Ehtikkodexes sowie die Organisation in Berufsverbänden, die mit einer gewissen (Selbst-)Verpflichtung zu professionellen Verhaltensregeln einhergehen.

### Berufsbiographischer Ansatz
In Bezug auf die Professionalisierung im Lehrerberuf wird neben den weiter unten vorgestellten Ansätzen (strukturtheoretischer und kompetenzorientierter Ansatz) auch der berufsbiographische (Bestimmungs)-Ansatz diskutiert. Für Terhart stellt Professionalität bzw. Professionalisierung in der berufsbiographischen Zugangsweise zuallererst ein "berufsbiographisches Entwicklungsproblem" dar (ebd., S. 70). Dabei gilt es, sich im Sinne einer Kompetenzentwicklung (s. kompetenzorientierter Ansatz) im Laufe der Ausbildung und der folgenden beruflichen Praxis Kompetenzen anzueignen und einen beruflichen Habitus auszubilden. Hericks u. a.(2018, S. 267) sprechen in diesem Zusammenhang von der Ausbildung eines professionellen Habitus. Schneider (2021)  greift das Habitus-Konzept nach Bourdieu auf und leitet daraus ein Konzept zur Professionalisierung als Lehrperson ab. Dabei wird der für die Habitualisierung essenzielle Vorgang der Inkorporierung (Bourdieu) mit dem Phänomen der Resonanz (Rosa 2020) verknüpft. In vielen sich wiederholenden Inkorporierungs- und Reflexionsprozessen auf jeweils höheren Ebenen entwickelt sich der professionelle Habitus sukzessive (Schneider 2021, S. 40). Entlang der jeweils persönlichen Berufsbiographie wächst der Professionalisierungsgrad der Lehrperson in kleinen Schritten Delta P (ebd., S. 195–196).

### Wissensbasierte Ansätze
Eine weitere Möglichkeit zur Unterscheidung bieten wissensbasierte Ansätze, unter anderem von Daheim und Kairat. Sie reduzieren auf die Wissensbasis von Professionen, da sie moralische und berufsethische Komponenten nicht als trennscharfes Kriterium zur Unterscheidung von Berufen und Professionen ansehen. William Baer unterscheidet als Komponenten der Wissensbasis von Professionen zwischen Wissenschafts-, Berufs- und Alltagswissen. Auch Winfried Hacker betont die Bedeutung des Wissens: „SpitzenkönnerInnen“ in Abgrenzung von durchschnittlichen Berufstätigen verfügen nicht unbedingt über mehr, sondern über praxisorientiertes und vor allem ganzheitlich organisiertes Wissen. Sie handeln dabei interdisziplinär und greifen auf Wissensbestände benachbarter Fachgebiete zurück. Sie greifen auf routiniertes Wissen zurück, ohne sich dabei darauf zu beschränken.
Kritisiert wird der Professionskriterienansatz hinsichtlich fehlender Selektions- und Strukturprinzipien für die eindeutige Bestimmung von Professionen. Auch über die Aufzählung von Merkmalen in Attributenmodellen wird nicht ersichtlich, wie Professionen letztlich entstehen.

### Strukturfunktionalistische Sichtweise
Nach Talcott Parsons bestehen und entstehen Professionen aus einem tätigkeitsspezifischen Wertekonsens, damit in der Lösung von bestimmten Problemen, deren Streben danach eine hohe gesellschaftliche Wertschätzung genießt. Eine weitere Prämisse für Profession stellt für Parsons das Risiko des Scheiterns bei dieser Tätigkeit dar. Weitere Gemeinsamkeiten sieht er in den Strukturgleichheiten der Profession:
- professionelle Berufsarbeit,
- ökonomisches Marktverhalten,
- bürokratische Verwaltung.

### Symbolisch-Interaktionstheoretische Sichtweise
Die Arbeit an Personen ist in der interaktionistischen Sichtweise zentrales Merkmal einer Profession. Erst die Interaktion mit dem Klienten definiert das spezifische Tätigkeitsfeld des Experten schrittweise. Experte und Laie bzw. Klient entstammen dabei aus verschiedenen Sinnwelten, deren Abstand in der Auseinandersetzung miteinander und in nachträglicher bzw. zwischenzeitlicher Supervision zu überwinden ist.

### Machttheoretischer Ansatz
Da die Gesellschaft auf die Leistungen der Professionen (z. B. im Bereich Gesundheitswesen oder der Rechtsprechung) angewiesen ist, werden den entsprechenden Berufsgruppen besondere Privilegien zugesprochen. Zum Beispiel wird ihnen von der Gesellschaft zugestanden, in bestimmte Bereiche der Privatsphäre ihrer Mitglieder einzugreifen. Bei den Professionen spielt neben den klientenorientierten Fähigkeiten der Erhalt der ihnen gewährten Privilegien eine wichtige Rolle. Hierzu üben sie auch eine Kontrolle über ihren jeweiligen Markt aus.
Aufgrund ihres exklusiven Wissenskorpus ist es Vertretern von Professionen möglich, erfolgreiche Bestrebungen zur Professionalisierung ihrer Märkte zu verfolgen. Die Professionalisierung der Berufe erfolgt durch soziale Aushandlungsprozesse. Durch staatliche Unterstützung gelingt es Vertretern der Professionen, ihre akademische Expertise zu ihrem spezifischen Kapital zu wandeln und auf diese Weise einen direkten Weg der Umwandlung ihres Wissens in Kapital zu erhalten. Das Besondere an dem 'power approach' ist die Konzentration auf die Akkumulation der Macht der Professionen sowie deren Erhalt.

### Struktur- und krisentheoretischer Ansatz
Ulrich Oevermann sieht in der Profession die „Vermittlung zwischen Theorie und Praxis im Hinblick auf die Lösung manifester Probleme von Klienten.“ Durch eine stellvertretende Deutung verknüpft der professionell Handelnde sein generalisiertes Regelwissen und hermeneutisches Fallverstehen mit den Strukturproblemen der Lebenspraxis seiner Klienten. Anderen Professionstheorien wirft Oevermann ein theoretisches Defizit vor, das darin liege, dass sie strukturtheoretisch nicht imstande sind zu erklären, wie die professionellen Tätigkeiten ablaufen, deren Aufgabe es ist, Krisen zu bewältigen.

### Systemtheoretische Sichtweise
Nach Luhmann bilden sich Professionen in solchen Funktionssystemen aus, in welchen Personen in Bezug auf die im Funktionssystem geltenden Werten verändert werden sollen. Dabei ist die funktionale Differenzierung der Dreh- und Angelpunkt professionalisierter Funktionssysteme, in dessen Folge sich Dualismen (gesund/krank, wahr/unwahr) herausbilden. Dabei haben professionalisierte Funktionssysteme, anders als andere Systeme, kein Kommunikations- bzw. Erfolgsmedium, wie z. B. in der Wirtschaft Geld, in der Politik Macht, in der Wissenschaft Wahrheit und in der Familie Liebe herausgebildet. Deshalb muss die positive Seite des Dualismus in professionalisierten Funktionssystemen, wie Gesundheitssystem, Rechtssystem, Erziehungssystem oder Religionssystem professionell erarbeitet werden. Personen sollen hin zur positiven Seite verändert werden. Ein kranker Mensch soll gesund gemacht werden. Ein ungläubiger Mensch soll gläubig werden. Die professionelle Praxis birgt immer auch das Risiko eines Misserfolges, weil es kein definiertes Handlungsschema gibt.
Im Vergleich zu anderen Ansätzen unterscheidet sich die systemtheoretische Sichtweise durch die Absicht, die mit der Ausübung einer Profession verfolgt wird. So wird nicht primär das Ziel eines Wissens- oder Kenntnisgewinnes, einer Steigerung gesellschaftlicher Wertschätzung oder des Prestiges, dem Erwerb von Vertrauen, von Macht oder einer dezidierten Lösung eines gesellschaftlichen Problems verfolgt.

### Neuere Modelle
In neuerer Zeit sind Professionsmodelle entstanden, die auch den sozialen und strukturellen Entwicklungen der (nach-)industriellen Gesellschaft gerecht werden. Dies ermöglicht weiteren Berufen, mit berechtigtem Professionsanspruch (wie z. B. Soziale Arbeit), sich als solche zu beschreiben. Die neueren Modelle konzentrieren sich auf Punkt 1 und Punkt 3 des »Indikationstheoretischen Modells«, also auf die wissenschaftliche Begründungspflicht und den Berufskodex. Beispiele hierfür sind zum einen das Modell der reflexiven Professionalität nach Dewe/Otto und das Wert- und wissenschaftstheoretische Modell nach Obrecht.
Eine Professionalisierung von Frauendomänen und eine Berücksichtigung von weiblich konnotierten Anforderungen in der Arbeitsbewertung gelten als eine Strategie zur Überwindung der Spaltung der Sektoren für Männer und Frauen.
In der modernen Mediengesellschaft sind jedoch auch weitere Berufe/Professionen entstanden, wie der des Profisportlers, dessen Laufbahn erheblich von der Medienwirkung abhängt. Harald Fischer zeigte am Beispiel der Entwicklung im deutschen Basketball, dass die Übergänge fließend sind, da die berufliche Karriere relativ kurz und die Erfolgsaussichten relativ gering sind. Ob es sich hierbei um einen echten Professionalisierungsprozess handelt, kann nach den klassischen Theorien bestritten werden, da für die meisten der Sport eine Erwerbschance, nur für ganz wenige jedoch eine Versorgungschance darstellt.

### Risiken von Professionalisierungsstrategien
Die Strategie, durch Professionalisierung bisher nicht- oder semiprofessioneller Domänen oder durch verstärkten Zugang zu attraktiven Professionen einen höheren (Berufs-)Status zu erzielen, stößt allerdings auf Grenzen. Sie kann zum Verfall der Löhne und Gehälter durch Verlust der Exklusivität eines Ausbildungs- oder Studienabschlusses führen. Risiken bestehen zum Beispiel, wenn Hochschulen aus Konkurrenzgründen Professionalisierungsstrategien betreiben. Rein angebotsseitige Professionalisierungsstrategien der Hochschulen können zu Verschlechterung der Arbeitsmarktchancen von Nichtakademikern führen (z. B. bei der Substitution von Industriekaufleuten durch Bachelors der Betriebswirtschaft oder Reisebürokaufleuten durch Tourismusmanager). Bekannt sind, zumindest auf Großbritannien bezogen, auch Probleme von Migranten, die versuchen, Hindernisse beim Arbeitsmarktzugang durch ein verlängertes Studium auszugleichen, was ihre individuellen Arbeitsmarktrisiken jedoch häufig erhöht (Überakademisierung, engl. Overeducation).